# پیوند (کشاورزی)

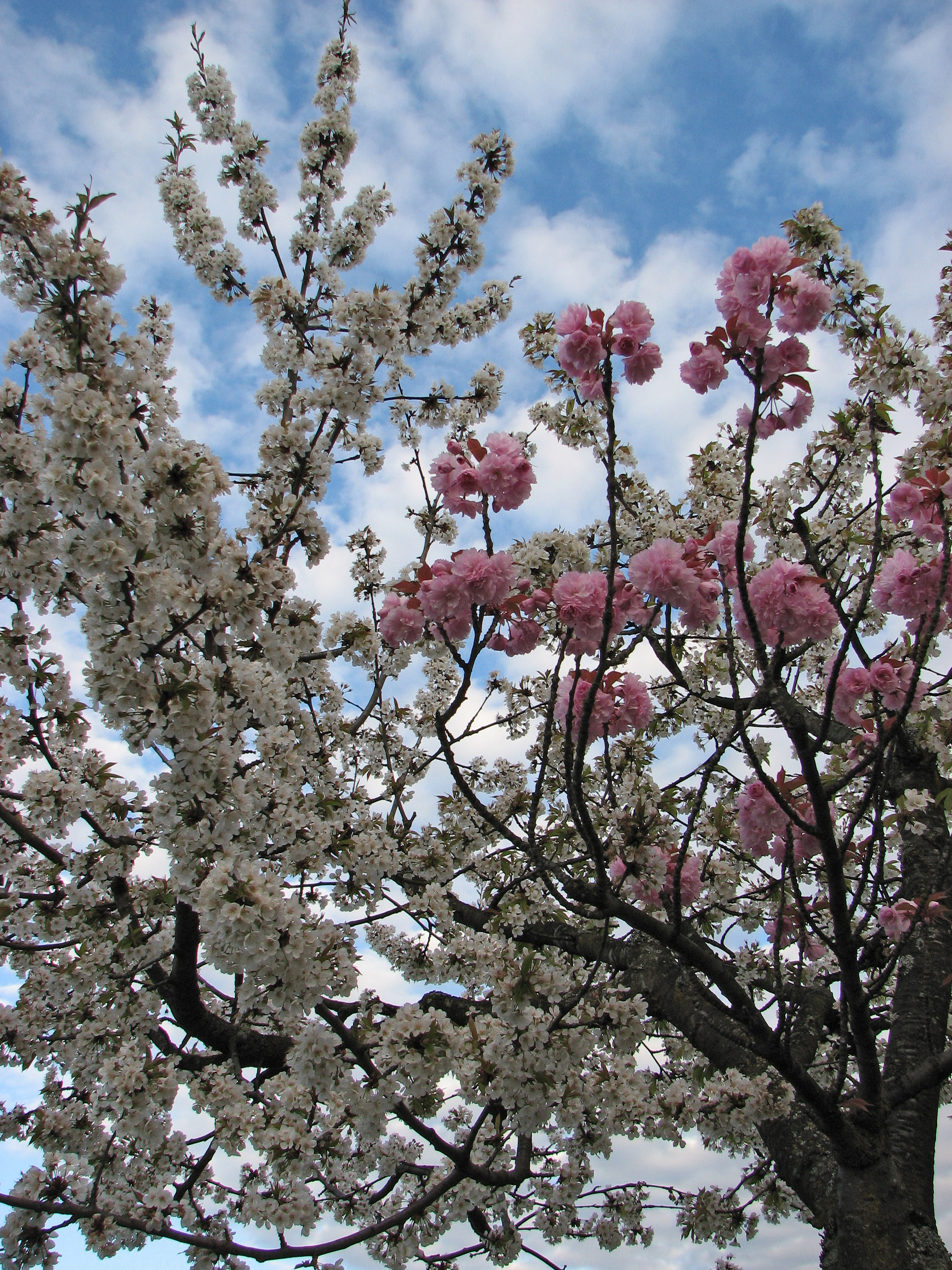
دو نوع شکوفه بر درختی پیوند زده شده

پیوند فنی است که در آن بخشی از یک گیاه بر روی بخشی از گیاه دیگر متصل می‌شود. پیوند زدن یکی از شیوه‌های غیر جنسی تکثیر گیاهان است. در این روش یک بافت از گیاهی جدا شده و بر روی گیاه دیگری رشد داده می‌شود.
تقسیم معمولی سلول‌ها در محل اتصال باعث می‌شود که زخم‌های حاصله ترمیم و رشد و نمو بافت‌ها ادامه یافته و بخش‌ها در هم بیامیزند و گیاه واحدی حاصل آید.
بخش بالایی این گیاه پیوندی پیوندک و بخش پایینی که ریشه‌های گیاه را دربردارد پایه نامیده می‌شود. وقتی که پیوندک فقط یک جوانه دربرداشته باشد، پیوند را پیوند جوانه‌ای می‌گویند. تکثیر از طریق گرفتن قلمه و پیوند جوانه‌ای، مهم‌ترین روش تکثیر غیرتناسلی در گیاهان است.

## تاریخچه پیوند
اسناد و مدارک موجود بیانگر این واقعیت است که چینی‌ها چندین دهه قبل از میلاد مسیح با دانش پیوند زدن گیاهان آشنا بوده‌اند. در زمان امپراتوری روم نیز این فن مرسوم بوده‌است.

## تطابق پایه و پیوندک
پایه و پیوندک از نظر شرائط فیزیولوژیکی و ساختمانی باید به وضعی باشند که قدرت پیوند شدن به هم دیگر را دارا باشند، به عبارت دیگر نسبت به هم تطابق داشته باشند. این تطابق تا حدود زیادی بستگی به نزدیکی و روابط طبیعی آن‌ها دارد. عدم این تطابق می‌تواند به دلیل ساختمانی یا فیزیولوژیکی باشد. عدم موفقیت در پیوند یا به دست آمدن گیاهان ضعیف، رشد کم و غیرطبیعی پیوندک، برجستگی و رشد فوق‌العاده محل پیوند، سستی مکانیکی محل پیوند، که غالباً باعث شکستن و از هم جدا شدن پایه و پیوندک می‌شود، همگی ممکن است به دلیل عدم تطابق پایه و پیوندک باشد. این آثار در بعضی حالات یا بلافاصله بعد از عمل پیوند ظاهر می‌شوند، یا بعد از ۸–۷ سال که از زمان پیوند زدن گذشت بروز می‌کند. در این ارتباط بعضی از بیماری‌های ویروسی نیز می‌توانند نقشی بازی بکنند. بدین ترتیب که فرضاً پایه نسبت به یک بیماری ویروسی مقاوم است و پیوند، که از طریق پایه آلوده می‌شود، نمی‌تواند در مقابل بیماری جان سالم به در ببرد.

## محاسن پیوند
بعضی گیاهان را نمی‌توان با قلمه یا پاجوش تکثیر کرد اما می‌توان برای حفظ مشخصات خارجی و داخلی یعنی ژنتیکی پایه مادری از پیوند استفاده کرد.
اگر قسمتهای هوایی درخت کهنسالی به علتی از بین رفته یا فرسوده شده باشد ولی ریشه آن قوی و فعال باشد، می‌توان درخت را به وسیله پیوند جوان کرد.
در بعضی درختان ضعیف تراکم ریشه کم است یا به صورت طبیعی قادر به جذب شیره خام به اندازه کافی نیستند. می‌توان با پیوند زدن شاخه ریشه داری به تنه این درختان، کمبود شیره خام را جبران کرد تا قسمت هوایی درخت قوی شود.
تولیدکنندگان حرفه‌ایی نهال، به دلیل فواید مختلفی این روش رابه صورت گسترده در تولید درختان میوه انجام می‌دهند. محاسن پیوند را می‌توان اینگونه بیان کرد:
- حفظ ویژگی یک کلون
- استفاده از مزایای دو جور درخت در پایه و پیوندک
- تغییر رقم درخت
- کوتاه کردن دوره نونهالی
- تشخیص بیماری‌های ویروسی
- ترمیم بخش‌های آسیب دیده
- تأمین گردهٔ کافی در درختان دوپایه
- جوان کردن درختان مسن
- استفاده تزئینی

## انواع پیوند

### پیوند جوانه
1. پیوند سپری (پیوند T یا Tبرعکس)
2. پیوند وصله‌ای

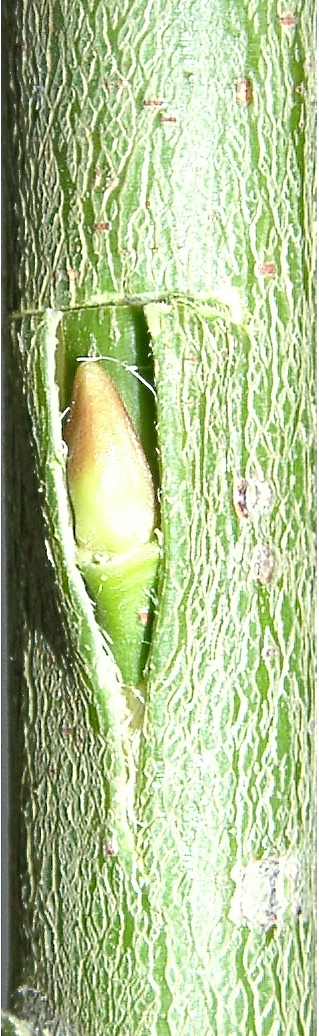
پیوند جوانه به شکل تی (T)

3. پیوند لوله‌ای: در این نوع پیوند به‌جای اینکه فقط یک جوانه با مقداری از پوست پایه را به عنوان پیوندک مورد استفاده قرار دهند پوست درخت را به شکل استوانه یا لوله که طول ان در حدود ۳ تا ۴ سانتی‌متر می‌باشد و فقط یک جوانه روی آن قرار دارد جدا نموده و به همان شکل دور ساقه پایه قرار می‌دهند.
4. پیوند تراشه‌ای
5. پیوند شکمی: در این پیوند، پیوندک فقط از یک جوانه تشکیل شده و آن را در نقطه اختیاری از طول ساقه پایه زیر پوست قرار می‌دهند.

### پیوند بی
1. پیوند اسکنه‌ای یا شکافی
2. پیوند تاجی یا پوستی
3. پیوند ترصیعی
4. پیوند نیمانیم

### پیوند مجاورتی
1. پیوند مجاورتی انتهایی
2. پیوند مجاورتی جانبی
3. پیوند مجاورتی کمانی